# 표도르 톨부힌
표도르 이바노비치 톨부힌(러시아어: Фёдор Ива́нович Толбу́хин; 1894년 6월 16일 – 1949년 10월 17일)은 소련의 군사령관이자 소비에트 연방원수이다. 그는 제2차 세계 대전의 가장 훌륭한 소련 장군 중 한 명으로 평가받는다.
야로슬라블의 농민 가정에서 태어난 톨부힌은 제1차 세계 대전 중 러시아 제국 육군에 자원 입대하여 뛰어난 복무를 했다. 그는 1918년 붉은 군대에 입대하여 러시아 내전에서 싸웠다. 미하일 프룬제 군사 대학을 졸업한 후, 그는 여러 지휘관 직책을 맡아 1938년에는 자캅카스 군관구 참모장 자리까지 올랐다. 독일의 소련 침공 이후 톨부힌은 계급이 더 높아졌고, 스탈린그라드 전투에 참전했다. 제4우크라이나 전선군 사령관으로서 그는 로디온 말리놉스키를 도와 하부 드네프르 및 드네프르-카르파티아 공세에 참여했다. 이후 그는 소련의 발칸반도 진격에 기여하여 루마니아를 연합국에 이탈하게 만들었으며, 이 공로로 소비에트 연방원수에 임명되었다. 그 후 톨부힌은 불가리아 점령에 참여했으며 베오그라드 공세 이후 유고슬라비아의 상당 부분을 해방시켰다. 그는 1945년 5월 빈 공세를 지휘했으며 카를 레너 휘하의 새로운 오스트리아 정부 수립을 도왔다.
전쟁 후 톨부힌은 발칸반도 남부 집단군 사령관을 맡았고, 이후 자캅카스 군관구로 복귀했다. 그는 1949년 10월 당뇨병으로 사망할 때까지 이 직책을 유지했다.

## 초기 생애와 군 경력
톨부힌은 모스크바 북동쪽의 야로슬라블현의 농민 가정에서 태어났다. 그는 제1차 세계 대전 발발 당시인 1914년 제국군에 자원 입대했다. 그는 꾸준히 승진하여 1916년에는 일병에서 대위로 진급했다. 또한 여러 차례 용맹함으로 훈장을 받았다.
1918년 8월 톨부힌은 붉은 군대에 입대하여 제56보병사단의 참모장으로 복무했다. 러시아 내전이 끝난 후(1921년), 톨부힌은 여러 참모 직책을 맡았다. 그는 또한 고급 참모 훈련을 위해 미하일 프룬제 군사 대학에 다니며 1931년에 졸업했다. 1937년, 여러 참모 직책을 거쳐 톨부힌은 사단 지휘권을 부여받았다. 1938년에는 자캅카스 군관구 참모장이 되었다.

## 제2차 세계 대전

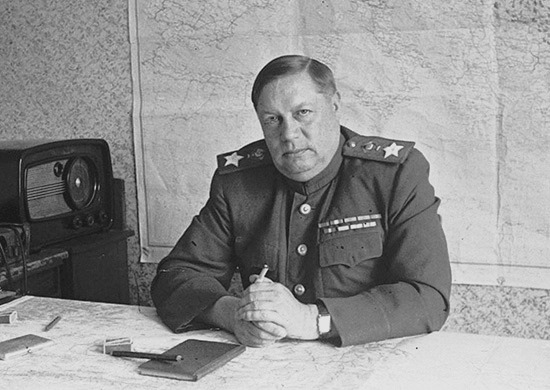
1944년의 톨부힌

톨부힌은 바르바로사 작전 초기 단계부터 1941년 8월까지 이 직책을 유지했고, 그 후 크림 전선군의 참모장이 되어 1942년 3월까지 이 직책을 맡았다. 1942년 5월부터 7월까지 그는 스탈린그라드 군관구의 부사령관이었다. 그 후 그는 1943년 3월까지 제57군 사령관을 맡았다. 제57군은 스탈린그라드 전투에 참전했으며, 톨부힌의 상급자인 안드레이 예료멘코 상급대장은 그의 지휘 조직과 군사적 역량을 칭찬했다. 제57군 지휘를 마친 후 톨부힌은 남부 전선군의 지휘관으로 임명되었다.

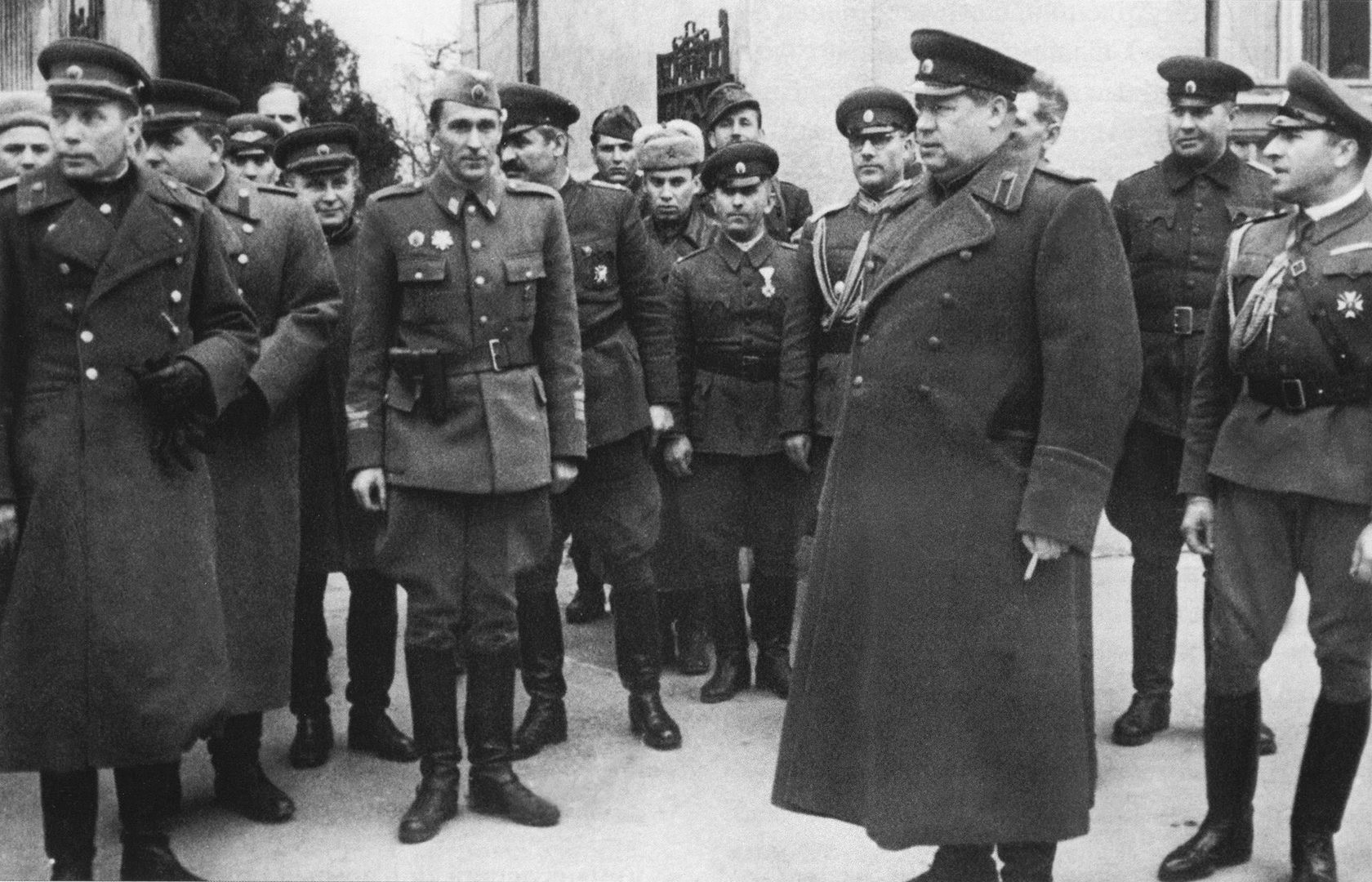
1944년 가을 불가리아 제1군 부대를 사열하는 톨부힌 원수

1943년 10월 남부 전선군은 제4우크라이나 전선군으로 개명되었다. 톨부힌은 로디온 말리놉스키의 제3우크라이나 전선군을 도와 하부 드네프르 공세와 드네프르-카르파티아 공세에 참여했다. 1944년 5월, 톨부힌은 제3우크라이나 전선군의 지휘권을 맡게 되었다. 1944년 6월부터 10월까지 여름 전역 동안 톨부힌과 말리놉스키는 발칸반도 침공을 시작하여 루마니아의 대부분을 정복할 수 있었다. 1944년 9월 12일, 로디온 말리놉스키가 소비에트 연방원수로 진급한 지 이틀 후, 톨부힌도 같은 계급으로 진급했다. 말리놉스키가 북서쪽으로 헝가리와 유고슬라비아를 향해 이동하는 동안, 톨부힌은 불가리아를 점령했다. 겨울 전역이 시작되면서 톨부힌은 군대를 북서쪽 축으로 이동시켜 유고슬라비아의 많은 부분을 해방하고 헝가리 남부를 침공했다.
1945년 4월 말 빈 공세가 끝날 무렵, 톨부힌은 이오시프 스탈린의 명령에 따라 카를 레너에게 민주 선거를 준비하기 위한 새로운 오스트리아 임시 정부 수립을 맡겼다. 4월 27일, 레너는 톨부힌의 권한으로 임시 정부 수반으로 임명되었으며, 이는 후자가 나치 독일(1938–1945)에 통합되었던 새로운 오스트리아 공화국 건국에 중요한 역할을 했음을 의미한다. 톨부힌은 제2공화국(1945년-현재) 수립에 있어 독립적인 오스트리아를 향한 이 중요한 단계에 현지에서 승인을 내렸다.

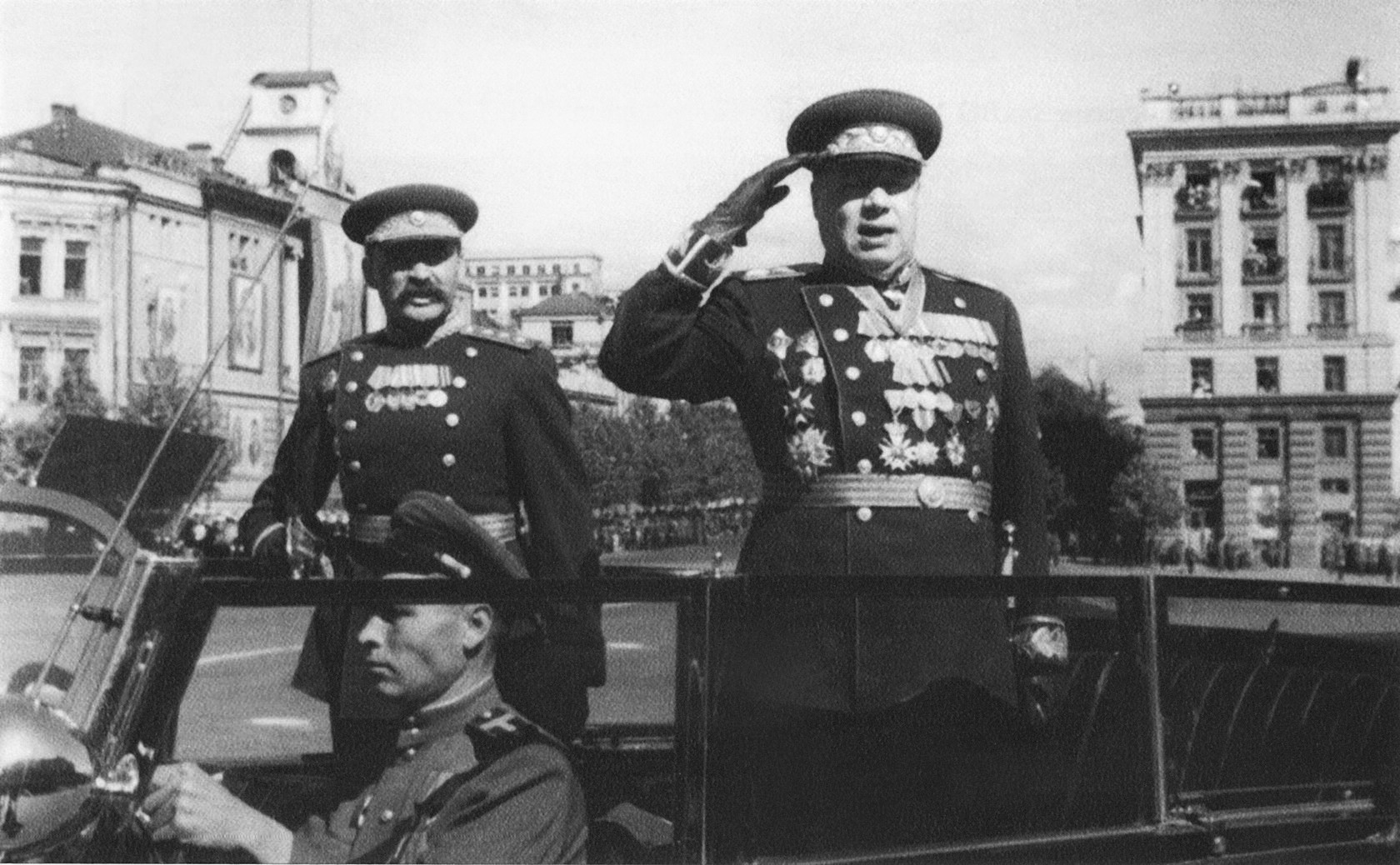
1949년 부쿠레슈티 군사 퍼레이드에 참석한 톨부힌 원수

전쟁 후 톨부힌은 발칸반도 지역을 포함하는 남부 집단군의 총사령관을 맡았다. 1947년 1월, 톨부힌은 자캅카스 군관구 사령관이 되었고, 1949년 10월 17일 당뇨병 합병증으로 사망할 때까지 이 직책을 유지했다.
톨부힌은 일반적으로 제2차 세계 대전의 가장 훌륭한 소련 장군 중 한 명으로 평가받는다. 꼼꼼하고 신중하며 일부 소련 사령관들처럼 지나치게 야심적이지 않았던 톨부힌은 동료 사령관들과 병사들 모두에게 존경받았는데, 특히 사상자 수를 낮게 유지하는 데 전념했기 때문이다. 톨부힌은 승리 훈장과 소비에트 연방영웅이라는 소련의 최고 훈장과 계급을 포함하여 수많은 상과 훈장을 받았다. 톨부힌은 유고슬라비아 인민영웅이기도 하며, 그 수도인 베오그라드를 해방시켰다. 그의 유골이 담긴 유골함은 크렘린 벽 묘지에 묻혔으며, 그의 고향 야로슬라블에는 그를 기리는 기념비가 있다. 불가리아의 도시 도브리치는 1949년에 그를 기려 톨부힌으로 이름이 바뀌었다.

### 기념비
불가리아의 도시 도브리치는 톨부힌으로 이름이 바뀌었고, 이 이름은 1989년 공산주의 몰락까지 유지되었다.
우크라이나 오데사의 한 대로(거리)는 그의 이름을 따서 명명되었다. 2022년 12월 키이우의 표도르 톨부힌 거리는 바실 다니레비치 거리로, 표도르 톨부힌 골목은 미하일로 얄로비 골목으로 이름이 변경되었다.
세르비아의 수도인 베오그라드의 주요 거리 중 하나는 마르샬 톨부힌 거리(세르비아어: Улица маршала Толбухина / Ulica maršala Tolbuhina)로 명명되었다. 이 거리는 원래 19세기 후반 이 도시의 이 부분을 구입하고 개발한 스코틀랜드인 선교사 프랜시스 매켄지의 이름을 따서 마켄지예바 / Makenzijeva라고 불렸다. 세르비아의 공산주의 몰락과 2000년 민주적 변화 이후, 거리 이름은 원래 이름으로 되돌아갔다. 대신, 도시의 새로운 지역(노비베오그라드)에 있는 고체 델체바 거리는 2016년에 마르샬 톨부힌 대로(Булевар маршала Толбухина / Bulevar maršala Tolbuhina)로 이름이 변경되었다.
빈의 락센부르거 슈트라세는 1946년부터 1956년까지 톨부힌슈트라세로 명명되었다. 헝가리의 수도 부다페스트에도 톨부힌의 이름을 딴 거리가 있는데, 그는 헝가리 전역의 주요 소련 지휘관 중 한 명이었기 때문이다. 이전의 메사로스 우트차(푸줏간 거리)는 1875년 이 지역 재건축 중에 밤하즈 쾨루트(세관청 대로)로 이름이 변경되었다. 1915년 불가리아가 제1차 세계 대전에서 중앙 동맹국에 가입했을 때, 이 도로는 불가리아 차르 페르디난트의 이름을 따서 개명되었다. 1919년 이 도로는 이전 이름인 밤하즈 쾨루트를 되찾았고, 1942년까지 이 이름을 사용하다가 다시 이름이 변경되었는데, 이번에는 헝가리 섭정인 호르티 미클로시 제독의 아들인 이슈트반 호르티의 이름을 따랐다. 1945년, 이 도로는 톨부힌 원수의 이름을 따서 톨부힌 대로(Tolbuhin Boulevard)로 명명되었고, 공산주의가 몰락한 1990년까지 이 이름을 유지했다.
표도르 톨부힌 기념비는 1960년 모스크바 사모티치나야 거리 광장에 설치되었다. 기념비의 작가는 조각가 L. E. 케르벨과 건축가 G. A. 자카로프이다.